# Václav Houser
Václav Houser (22. dubna 1871 Krč – 1958) byl český a československý politik, meziválečný senátor.

## Biografie
Počátkem 20. let patřili Václav Houser, Bohumír Šmeral a Dominik Havlín mezi předáky marxistické levice v Československé sociálně demokratické straně dělnické, která tehdy procházela rozkolem. Náležel pak mezi hlavní postavy na ustavujícím sjezdu KSČ v roce 1921. Zde prohlásil, že „Chceme-li míti silnou stranu, která by byla schopná činu, musíme míti jasno v organisacích s disciplinou železnou, přímo vojáckou. Celá strana musí býti tímto vojáckým duchem prodchnuta.“ V letech 1921–1922 náležel do radikální stranické frakce okolo Bohumila Jílka, která ve vnitrostranické polemice tehdy prosazovala daleko užší propojení KSČ a Kominterny. Slučovací sjezd KSČ na podzim 1921 ho zvolil do osmičlenného užšího výkonného výboru KSČ. Funkce se vzdal na říšské konferenci KSČ v září 1922. V roce 1925 zastával před III. sjezdem KSČ krátce funkci organizačního sekretáře strany.
V parlamentních volbách v roce 1925 získal za Komunistickou stranu Československa senátorské křeslo v Národním shromáždění. Byl předsedou senátorského klubu strany. V roce 1929 byl v souvislosti s nástupem skupiny mladých, radikálních komunistů (takzvaní Karlínští kluci), kteří do vedení KSČ doprovázeli Klementa Gottwalda, odstaven od moci a vyloučen z KSČ. V parlamentu se stal členem nového poslaneckého klubu nazvaného Komunistická strana Československa (leninovci). V senátu zasedal do roku 1929.
Profesí byl ředitelem okresní nemocniční pokladny v Praze.